# غريغوري تشيردان
غريغوري تشيردان (بالفرنسية: Grégory Cerdan)‏ (مواليد 28 يوليو 1982 في سان دوني - فرنسا) لاعب كرة قدم فرنسي يلعب حاليا لصالح نادي الدرجة الأولى لومان الفرنسي منذ 2004 في مركز قلب الدفاع .

## روابط خارجية
- غريغوري تشيردان على موقع رابطة كرة القدم الفرنسية للمحترفين (الإنجليزية)
- غريغوري تشيردان على موقع قاعدة بيانات كرة القدم.إي يو (الإنجليزية)
- غريغوري تشيردان على موقع ليكيب (الفرنسية)
- غريغوري تشيردان على موقع Soccerway.com (الإنجليزية)
- غريغوري تشيردان على موقع AS.com (الإسبانية)